# Ceroctis
Ceroctis é um género de besouro pertencente à família Meloidae.
As espécies deste género podem ser encontradas na Europa e em África.
Espécies:
- Ceroctis angolensis Gemminger & Harold, 1870
- Ceroctis aurantiaca Fairmaire, 1885
- Ceroctis capensis Linne, 1767
- Ceroctis gyllenhalli Billberg, 1813
- Ceroctis interna Harold, 1879
- Ceroctis korana Peringuey, 1886
- Ceroctis subtrinotata Pic, 1915